# 200 Motels (soundtrack)
200 Motels är ett soundtrackalbum av Frank Zappa. Albumet är det trettonde av Frank Zappa. Det är soundtrackalbum till Frank Zappas film med samma namn.

## Låtlista
| 1. | Semi-Fraudulent/Direct-From-Hollywood Overture | 2:01 |
| 2. | Mystery Roach                                  | 2:32 |
| 3. | Dance of the Rock & Roll Interviewers          | 0:48 |
| 4. | This Town Is a Sealed Tuna Sandwich (Prologue) | 0:55 |
| 5. | Tuna Fish Promenade                            | 2:29 |
| 6. | Dance of the Just Plain Folks                  | 4:40 |
| 7. | This Town Is a Sealed Tuna Sandwich (Reprise)  | 0:58 |
| 8. | The Sealed Tuna Bolero                         | 1:40 |
| 9. | Lonesome Cowboy Burt                           | 3:54 |

| 1.  | Touring Can Make You Crazy                       | 2:54 |
| 2.  | Would You Like a Snack?                          | 1:23 |
| 3.  | Redneck Eats                                     | 3:02 |
| 4.  | Centerville                                      | 2:31 |
| 5.  | She Painted up Her Face                          | 1:41 |
| 6.  | Janet's Big Dance Number                         | 1:18 |
| 7.  | Half a Dozen Provocative Squats                  | 1:57 |
| 8.  | Mysterioso                                       | 0:48 |
| 9.  | Shove It Right In                                | 2:32 |
| 10. | Lucy's Seduction of a Bored Violinist & Postlude | 4:01 |

| 1. | I'm Stealing the Towels                         | 2:15 |
| 2. | Dental Hygiene Dilemma                          | 5:11 |
| 3. | Does This Kind of Life Look Interesting to You? | 2:59 |
| 4. | Daddy, Daddy, Daddy                             | 3:11 |
| 5. | Penis Dimension                                 | 4:37 |
| 6. | What Will This Evening Bring Me This Morning    | 3:29 |

| 1. | A Nun Suit Painted on Some Old Boxes             | 1:08  |
| 2. | Magic Fingers                                    | 3:53  |
| 3. | Motorhead's Midnight Ranch                       | 1:28  |
| 4. | Dew on the Newts We Got                          | 1:09  |
| 5. | The Lad Searches the Night for His Newts         | 0:41  |
| 6. | The Girl Wants to Fix Him Some Broth             | 1:10  |
| 7. | The Girl's Dream                                 | 0:54  |
| 8. | Little Green Scratchy Sweaters & Courduroy Ponce | 1:00  |
| 9. | Strictly Genteel (The Finale)                    | 11:08 |